# O Assunto
O Assunto é um podcast brasileiro fundado em 2019. Apresentado pela jornalista Natuza Nery, é o carro-chefe do G1 em termos de podcasts e, em pouco tempo, se tornou um dos podcasts de maior notoriedade do Brasil.

## História
O Assunto estreou em agosto de 2019 como o primeiro de uma série de podcasts da equipe jornalística da Grupo Globo. O projeto teve, como intenção, reunir especialistas para discutir temas relevantes dos noticiários brasileiros, com a apresentação da jornalista Renata Lo Prete. Rapidamente ganhou destaque entre podcasts jornalísticos brasileiros ainda no seu ano de lançamento e em 2020 já se tornou um dos podcasts mais ouvidos do país em diferentes plataformas.
No dia 8 de novembro de 2022, Renata Lo Prete deixou o comando do podcast e Natuza Nery assumiu em seu lugar.

## Desempenho
O Assunto esteve frequentemente entre os podcasts de maior audiência no Brasil. O podcast estreou na parada de Top Podcasts da Apple Podcasts em agosto de 2019, alcançando o topo da parada em várias situações. Além disso, o podcast também chegou a figurar a parada italiana da Apple, alcançando o pico #91.
Em 2023, o programa apareceu numa lista do LinkedIn Notícias de melhores podcasts brasileiros do ano.

## Integrantes
Atuais
- Natuza Nery (2022–atualmente)

Ex-integrantes
- Renata Lo Prete (2019–2022)

## Prêmios e indicações
| Ano  | Organização  | Recipiente(s) | Categoria | Resultado |
| ---- | ------------ | ------------- | --------- | --------- |
| 2020 | Prêmio iBest | O Assunto     | Podcast   | Venceu    |
| 2022 | Prêmio iBest | O Assunto     | Podcast   | Venceu    |